# Кресторепа мулгара
Кресторепа мулгара (Dasycercus cristicauda) је врста сисара торбара из реда Dasyuromorphia и породице Dasyuridae.

## Распрострањење
Ареал врсте је ограничен на једну државу. Аустралија је једино познато природно станиште врсте.

## Станиште
Станишта врсте су травна вегетација, језера и језерски екосистеми и пустиње.

## Угроженост
Ова врста је наведена као последња брига, јер има широко распрострањење и честа је врста.